# گاکویا هوریی
گاکویا هوریی (انگلیسی: Gakuya Horii؛ زادهٔ ۳ ژوئیهٔ ۱۹۷۵) بازیکن فوتبال اهل ژاپن است.
از باشگاه‌هایی که در آن بازی کرده‌است می‌توان به باشگاه فوتبال کونسادول ساپورو اشاره کرد.